# فرانسیسکو کینترو
فرانسیسکو کینترو (اسپانیایی: Francisco Quintero‎; ۸ مارس ۱۹۲۳ – ۱۰ مارس ۱۹۷۹) بازیکن فوتبال اهل مکزیک بود.
از باشگاه‌هایی که در آن بازی کرده‌است می‌توان به باشگاه فوتبال گوادالاخارا اشاره کرد.